# Londra Mare
Londra Mare (în engleză Greater London) este entitatea administrativă din Anglia, Regatul Unit, cu rang de comitat ceremonial și regiune, care cuprinde cea mai mare parte a arealului urban al Londrei, restul fiind nucleul vechi al orașului, denumit City of London. Ea este guvernată de Autoritatea Londrei Mari (Greater London Authority), o autoritate de planifcare strategică regională în transport, dezvoltare economică, ordine publică  și situații de urgență. Londra mare este împărțită în 32 burguri (boroughs), care la rândul lor sunt formate din orașe mai mici.
Acest aranjament a apărut deoarece, pe măsură ce zona Londrei a crescut și a absorbit așezările învecinate, o serie de reforme administrative nu au unificat Cetatea Londrei, care conține centrul istoric, cu zona metropolitană din jur, iar structura sa politică unică a fost păstrată. Londra Mare are, ca orice comitat ceremonial, un Lord-Locotenent (Lord-Lieutenant) și un Mare Șerif (High Sheriff), ambii numiți de către monarhul britanic. Comitatul ceremonial Londra Mare nu face parte dintre comitatele istorice engleze. Comitatul ceremonial Cetatea Londrei are o Comisie de Locotenență ( Commission of Lieutenancy)  sub direcția unui Lord Primar (Lord Mayor)  în loc de Lord Locotenent și doi șerifi în loc de un Mare Șerif, funcții cvasi-judiciare numite de către asociațiile livrea (livery companies), un  sistem politic străvechi bazat pe reprezentarea și protecția meseriilor (breslelor).
Din punct de vedere administrativ, entitatea are aceeași întindere ca și Regiunea Londra și  este organizată în 33 de diviziuni administrative locale: 32 de districte londoneze sau ,,burguri londoneze''  (London Borough) și districtul Cetății Londrei ( City of London). Cetatea Londrei este în același timp oraș, comitat ceremonial și  district administrativ local. Londra Mare a fost stabilită în 1965 sui-generis ca o unitate administrativă locală de nivel superior și comitat ceremonial sub Consiliul Londrei Mari ( Greater London Council) care a înlocuit Consiliul Comitatului Londra ( London County Council) ce acoperea o zonă mult mai mică. Consiliul Londrei Mari a fost dizolvat în 1986 prin Legea administrației locale din 1985, atribuțiunile fiind preluate de  către districtele londoneze și alte instituții. O nouă instituție administrativă denumită Autoritatea Londrei Mari a fost stabilită în anul 2000. Dintre cele 32 de districte , distingem după apropierea de centru  o zonă de douăsprezece districte aparținând Londrei Interioare („Londrei centrale”), aproape identică cu a Comitatului Londra  și o zonă formată din  douăzeci de districte ale Londrei Exterioare („Londrei periferice”).
Regiunea acoperă 1,572 km2 (607 sq mi) și avea o popopulație de  8,174,000 la recensământul din 2011.

## Hartă

Comitate ceremoniale londoneze

| 1. City of London 2. City of Westminster 3. Kensington and Chelsea 4. Hammersmith and Fulham 5. Wandsworth 6. Lambeth 7. Southwark 8. Tower Hamlets 9. Hackney 10. Islington 11. Camden 12. Brent 13. Ealing 14. Hounslow 15. Richmond upon Thames 16. Kingston upon Thames 17. Merton |  | 1. Sutton 2. Croydon 3. Bromley 4. Lewisham 5. Greenwich 6. Bexley 7. Havering 8. Barking and Dagenham 9. Redbridge 10. Newham 11. Waltham Forest 12. Ilford 13. Haringey 14. Enfield 15. Barnet 16. Harrow 17. Hillingdon |

## Legături externe
- en  Greater London Authority
- en  Greater London Online — London Community News, Information and Business Directory
- en  Greater London Business Community Directory[nefuncțională]